# Kasei Valles

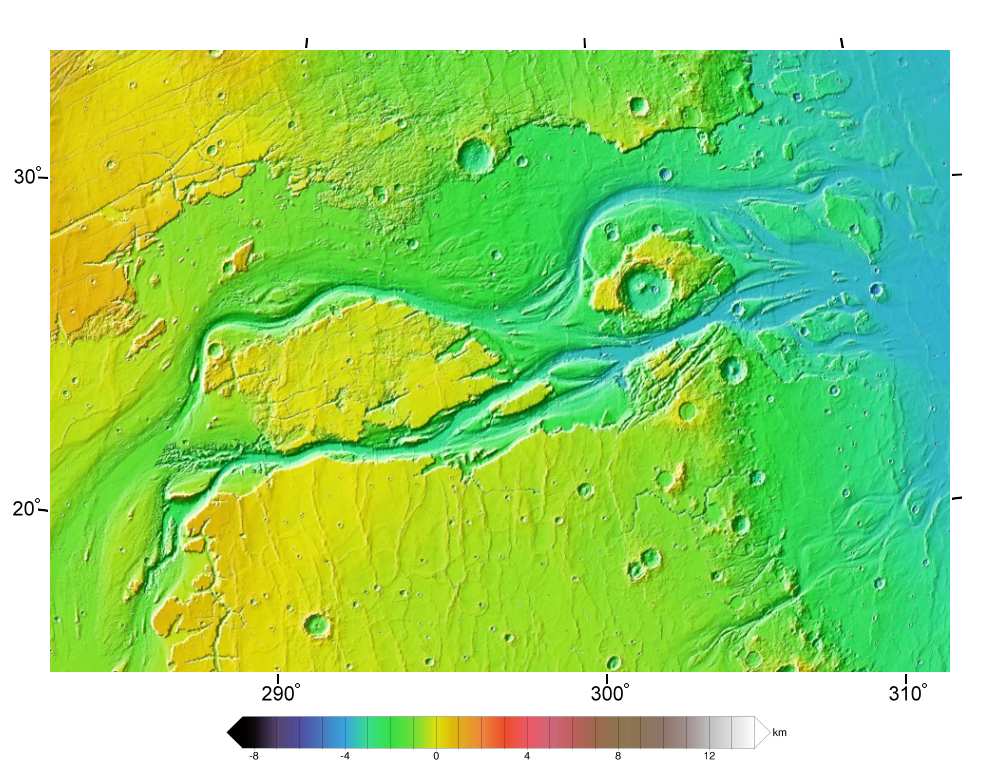
Mapa topograficzna Kasei Valles

Kasei Valles – system kanionów na powierzchni Marsa. Jego centrum znajduje się na 25,4° szerokości geograficznej północnej oraz 62,88° długości geograficznej zachodniej (♂ 25,40°N 62,88°W/25,400000 -62,880000). Obszar ten ma 1580 km średnicy. 
Kasei Valles jest jednym z największych systemów kanałów wypływowych na Marsie. Jego łączna długości sięga 3000 kilometrów. Na południu  wypływa z basenu Echus Chasma a kończący się na północy w Chryse Planitia. Wschodnia granica Kasei Valles łączy się z zachodnią krawędzią płaskowyżu Lunae Planum.
Decyzją Międzynarodowej Unii Astronomicznej nadana w 1976 roku nazwa tego obszaru pochodzi od japońskiego słowa oznaczającego planetę Mars.